# Percrocuta
Percrocuta — вимерлий рід котовидих ссавців, який мешкав у Європі, Азії та Африці в епоху міоцену.

## Опис
Мав максимальну довжину 1.50 м. Як і плямиста гієна, Percrocuta мала міцний череп і потужні щелепи. Подібно до сучасних гієнових, задні лапи були коротшими за передні, що призвело до характерної похилої спини.